# 高校通り駅
高校通り駅（こうこうどおりえき）は、北海道芦別市にあった三井芦別鉄道の駅（停留場・廃駅）である。
1942年（昭和17年）の旅客扱い開始時にに社芦別駅（しゃあしべつえき）として開業後、1946年（昭和21年）に廃止。その後、1958年（昭和33年）に高校通り停留場として再開業した。

## 歴史
- 1942年（昭和17年）5月5日 :  三井鉱業所専用鉄道の旅客駅として開業。当時の駅名は社芦別駅。
- 1946年（昭和21年）9月27日 : 社芦別駅廃止。
- 1958年（昭和33年）1月20日 : 三井鉱山芦別鉄道の高校通り停留場として再開業。
- 1960年（昭和35年）10月1日 : 三井芦別鉄道に移管。
- 1972年（昭和47年）6月1日 : 三井芦別鉄道線の旅客営業廃止。事実上休止駅となる。
- 1989年（平成元年）3月26日 : 廃止。

### 現在
周辺には何も残っていない模様。

## 隣の駅
三井芦別鉄道
三井芦別鉄道線
芦別駅 - 高校通り停留場 - 山の手町停留場